# Seth Putnam

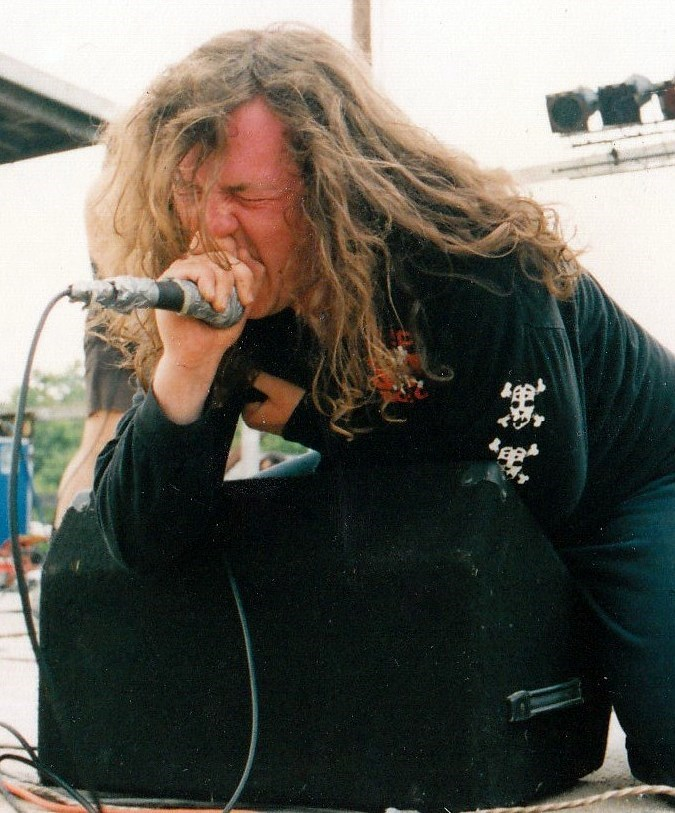
Seth Putnam mit Anal Cunt live 1993

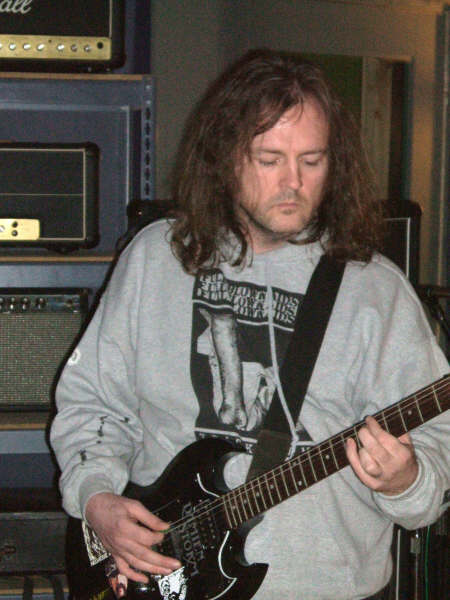
Seth Putnam

Seth Edward Putnam (* 15. Mai 1968 in Boston, Massachusetts; † 11. Juni 2011) war ein US-amerikanischer Musiker.
Im Laufe seines Lebens gründete er viele Bands, die alle (bis auf Impaled Northern Moonforest, welche eine Satire auf den Black Metal darstellt) in den Bereich des Grindcore einzuordnen sind. Seine wohl berühmteste Band ist Anal Cunt.

## Leben und Karriere
Seth Putnam war laut eigener Aussage englischer und irischer Abstammung. Er war verheiratet.
Vor der Gründung der Band Anal Cunt spielte Putnam in diversen extremen Metal-Bands wie Executioner und Satans Warrior’s und schrieb für mehrere Fanzines. Noch vor Anal Cunt suchte er Konflikte mit Bands wie Possessed und Wargasm. 1988 gründete er Anal Cunt.
Putnam war über Jahre hinweg schwerer Trinker und nicht willens, daran etwas zu ändern, und probierte auch andere Drogen über Monate am Stück. 2004 verursachte ein Suizidversuch mit einer Überdosis Zolpidem einen Schlaganfall, der Putnam ins Koma versetzte. Nach seiner Rehabilitationsphase konnte er nur noch mit einer Krücke gehen, zunächst saß er bei Live-Auftritten noch im Rollstuhl.
Bei der Feier zum 40. Geburtstag von Olaf Korth von Flächenbrand, einem Split-Partner von Anal Cunt, trat Putnam am 14. April 2007 als Überraschungsgast auf und trug einige Anal-Cunt-Stücke vor.
Am 11. Juni 2011 verstarb Seth Putnam im Alter von 43 Jahren an einem Herzinfarkt.
Andere Bands, in denen Seth Putnam mitwirkte:
- Angry Hate
- Cuntsaw
- Death Head Quartett
- Full Blown A.I.D.S.
- Haggis
- Impaled Northern Moonforest
- Insult
- Mudoven
- Post Mortem
- Shit Scum
- Siege
- Sirhan Sirhan
- Upsidedown Cross
- Vaginal Jesus
- You’re Fired

Laut der Facebook-Seite von Pantera hat Seth Putnam an dem Album The great southern Trendkill mitgewirkt.
Seine äußerst explizit gewählten Liedtexte und seine Verbindungen zum Rechtsextremismus sowie sein Rassistenbekenntnis haben innerhalb der Grindcore-Szene heftige ethische Diskussionen aufflammen lassen. Viele seiner Fans argumentieren, Provokation und Untergrabung jeglicher gesellschaftlicher Norm seien ein fester Bestandteil des Grindcore; anstößige Texte, wie etwa die des Lieds Hitler Was a Sensitive Man (von Anal Cunt), werden somit oftmals als reine Provokation interpretiert. Aufgrund seines Mitwirkens in der White-Power-Band Vaginal Jesus ist dies jedoch fraglich. Zudem äußerte er sich auch persönlich rechtsextrem, so kritisierte er die Antisemitismus-Vorwürfe gegen Mel Gibson in einem Interview 2007: „Jews sucks [...], they all deserve to be f*ckin' killed. [...] He should have been gotten reward for saying that sh*t.“